# El pastor con un rebaño de ovejas (Van Gogh)
El pastor con un rebaño de ovejas, también conocido como Después de la tormenta, es un óleo sobre lienzo pintado por Vincent van Gogh en septiembre de 1884. Corresponde a la primera etapa del pintor neerlandés, en la época de Nuenen, pueblo en el que vivió y trabajó de diciembre de 1883 a noviembre de 1885. Formó parte de una serie hecha por encargo por Antoon Hermans, para ser colocada como parte del ornato de su comedor.

## Historia
Este cuadro corresponde a la primera etapa de Van Gogh, inaugurada hacia finales de 1881, después de haber intentado varias veces ser predicador como su padre y haber estado en contacto personal con las clases más humildes. En un momento en que se encontraba atormentado emocionalmente, tal como refleja en las cartas escritas a su hermano:

Aunque me encuentro con frecuencia en los abismos de la miseria, existe tranquilidad, armonía pura y música dentro de mi. Encuentro pintura o trazos en la más pobre de las cabañas, en la más sucia de las esquinas. Y mi mente es arrebatada hacia estas cosas con velocidad irresistible.
Carta a Theo Van Gogh. La Haya, alrededor del viernes 21 de julio de 1882.

En el momento de la creación del cuadro Van Gogh vivía con sus padres en Nuenen y se encontraba en medio de un conflicto sentimental debido al rechazo de ambas familias a su relación con Margot Begenmann, acaudalada joven 10 años mayor que él, quien trató de suicidarse mientras él se refugió en la pintura.
El cuadro fue encargado por el orfebre Antoon Hermans, quien tenían una buena posición económica conseguida a través de su trabajo artesanal en oro, de la compra-venta de antigüedades y de su excelente instinto de comerciante. Hermans se retiró a los 57 años y se dedicó a hacerse una ostentosa mansión en Eindhoven. Hombre muy religioso, amuebló y decoró su casa con objetos de la Edad Media. Quería aprender a pintar, por lo que pidió a Van Gogh que le hiciera seis bocetos en seis paneles con imágenes de la Última Cena para finalizarlos él y decorar así los muros de su comedor. 
El artista lo convenció de que el apetito de quienes se sentaran a la mesa se estimularía más viendo escenas de la vida rural que con las místicas escenas que él quería hacer. Finalmente, Hermans visitó el estudio de Van Gogh y observó sus seis bocetos: sembrador, arador, cosecha de trigo, recolectores de patatas, escena invernal y un pastor. En septiembre de 1884, escribió a su amigo y mentor, el pintor Anthon van Rappard para contarle sobre el encargo y el placer que le producía hacerlo:

"He trabajado con gran placer en los seis lienzos acerca de los que te escribí. Todos ellos están ahora hechos como escenas pintadas y están ya con mi mecenas, tras lo cual, una vez que los copió quedaron en mi poder para terminarlos. Los temas son: plantando papas, arado de bueyes, cosecha de trigo, sembrador, pastor con efecto de tormenta, recolector de leña con efecto de nieve.".
Carta a Anthon van Rappard. Nuenen. 21 de septiembre de 1884.

Por esos días le escribió también a su hermano Theo: "Si tengo suerte con el pastor, se convertirá en una figura con algo del viejo Brabante". Los Van Gogh nacieron en Zundert, un pueblo de la provincia del Brabante, en los Países Bajos.

## Descripción
Los colores son opacos, correspondientes a esta primera etapa, en la que aparece un pastor en medio de un rebaño de ovejas, en una imagen de campo, mientras levanta un báculo que rompe la línea del horizonte en una diagonal que da dinamismo a la obra. La línea del horizonte es la única que contrasta con la oscuridad del cuadro. La obra refleja la soledad de Van Gogh.
Al siguiente año Van Gogh viajó a Amberes, donde inició su experimentación con el color, lo que cambió la gama cromática de su obra por una más brillante.

## El destino de las obras de la etapa de Nuenen
Van Gogh pintó varias obras en su primer periodo. Muchas de ellas permanecieron en la casa familiar en Nuenen. En 1885, cuando murió su padre, su madre y su hermana se mudaron a Breda con sus parientes. Llevaron consigo unos grandes baúles de madera con los dibujos y lienzos de Vincent. Cuando se dieron cuenta de que la madera estaba apolillada, los guardaron en una bodega y ahí permanecieron hasta 1902, cuando ya habían muerto Vincent y su hermano Theo.
Jan Couvreur, comerciante de baratijas, adquirió los baúles y otras cosas en dos florines. Vendió los lienzos más grandes para que fueran reutilizados en una fábrica en Tilburg. Algunos desnudos fueron destruidos por la esposa de Couvreur. Otras pinturas se vendieron de casa en casa y en el mercadillo. Finalmente, el sastre Kees Mouwen Jr. adquirió los cuadros que quedaban en diez centavos y luego compró otros seis lienzos, entre ellos el Pastor con un rebaño de ovejas.
De la serie de los lienzos de Eindhoven, se conservan cuatro pequeños bocetos en pluma, que compró una mujer en Róterdam a principios del siglo XX; el dibujo Cosecha de trigo que Vincent envió en una carta a su hermano Theo y que hoy se encuentra en el Museo Van Gogh de Ámsterdam. Asimismo, existen tres óleos de entre 5,5 y 15 cm que están en diversos museos y en colecciones particulares y se refieren a Hombre arando, Sembrador y Carreta tirada por bueyes en la nieve. 
Los óleos Granjeros plantando patatas y Recolectores de madera en la nieve son parte de esta serie y comparten con Pastor con un rebaño de ovejas las características descritas con tanta pasión en las cartas del artista. Los dos últimos fueron parte de la colección de Mouwen Jr.
Luego, el cuadro estuvo en diferentes colecciones particulares de Europa y Estados Unidos hasta que lo adquirió la casa de subastas Sotheby's de Londres, Reino Unido, en 1997. Finalmente fue adquirido por el Museo Soumaya de la Ciudad de México en el mismo año.